# Syphon Filter 3: Sentencia final
Syphon Filter 3: Sentencia Final es un videojuego perteneciente al género de aventura en tercera persona para la consola PlayStation 1, realizado por la empresa SCEA. Éste es el tercer videojuego de la saga Syphon Filter, e inicia exactamente donde terminó el Syphon Filter 2.

## Jugabilidad
Syphon Filter 3 retuvo la mayor parte de la jugabilidad de los videojuegos anteriores, al ambientarse el videojuego en distintas épocas y lugares del mundo el repertorio final de armas aumento notablemente con respecto a las entregas anteriores, el modo multijugador ya visto en Syphon filter 2 se expandió presentando modificaciones de batalla y un panel de selección aumentado (incluidos los personajes fallecidos de la saga), así como nuevos mapas de entregas anteriores que fueron rehechos para este modo.
El Cambio más notable del Syphon Filter 3 es la inclusión de un modo de minijuegos en los que el jugador puede acceder a distintos tipos de minijuegos en los que se deben cumplir misiones o parámetros típicos de los videojuegos de sigilo, acción y disparos.

## Argumento
El Secretario de Estado Vince Hadden trae a Gabriel Logan, Lian Xing y Lawrence Mujari para testificar en el Congreso de los Estados Unidos sobre su relación con la Agencia Caja Negra. Él cree que los tres son culpables, y los cuestiona después de que asesinan a Shi-Hao desde un hotel en Japón. Los tres no se dan cuenta de que Hadden está involucrado en la conspiración, y está buscando chivos expiatorios.
Gabe comienza describiendo la primera investigación de Syphon Filter. Él y Lian fueron a Costa Rica a buscar al agente Ellis quien estaba desaparecido. Cuando llegan, los dos ven que Erich Rhoemer ordenó matar a Ellis, pero Gabe debe continuar su misión e identificar lo que Rhoemer estaba haciendo en la plantación de drogas. Gabe persigue a Rhoemer hasta un avión a pesar de que su superior de la Agencia, Edward Benton, le ordenó no hacerlo. Gabe no sabía entonces que Benton y la Agencia controlaban a Rhoemer, quien finalmente escapó del avión.
Mujari testifica a continuación, y le dice a Hadden que una vez trabajó para una resistencia durante la era del apartheid en Sudáfrica. En la mina de oro Pugari, descubrió que los esclavos mineros habían contraído una plaga mortal y que los dueños de la mina lo estaban encubriendo. Mujari recuperó muestras y se las dio a Teresa Lipan.
Cuando le toca a Lian testificar, ella detalla su primer encuentro con Gabe durante la guerra soviético-afgana y su papel en la operación de Costa Rica. Mientras tanto, Gabe viaja a Irlanda con la agente del MI-6 Maggie Powers en un esfuerzo por desmantelar un envío de Syphon Filter, negando la posesión al consorcio y a la célula IRA local. A bordo del SS Lorelei, Gabe planta varios explosivos y encuentra un documento que señalará un sitio de prueba del virus en Australia. También busca información sobre el misterioso consorcio de armas que controla la Agencia. Gabe descubre un topo en el MI-6, Nigel Cummings, quien los estaba ayudando. Él mata a Nigel y asegura el último transporte viral en los muelles. Luego hunden al SS Lorelei.
De vuelta en Washington D. C., Gabe habla de su primer encuentro con Benton durante el conflicto soviético-afgano. Benton afirmó ser un agente de la CIA que transportaba armas a los afganos que se rebelaban contra los soviéticos, pero cuando Gabe y Ellis escoltan al convoy, los afganos los atacan. Gabe entra a Kabul y conoce a Lian, quien establece una relación con él. Sin embargo, un tanque se interpone en su camino, entonces Gabe lo destruye. Se entera de que Benton estaba estaba suministrando armas a los soviéticos, y era realmente un agente de la Agencia.
Cuando Hadden interroga a Gabe, Lian se une a Maggie para secuestrar a la Dra. Elsa Weisenger del sitio de pruebas australiano. Elsa está lista para traicionar a los conspiradores ya que Aramov la dejó atrás, y ella hace que Lian prepare una vacuna para los aborígenes cautivos del Comandante Silvers. Silvers planea matar a los sujetos de prueba, por lo que Lian lo mata primero. Cuando vuelve a Elsa, Lian la encuentra desaparecida.
Hadden acusa a Gabe de mentir y de corrupción. Él cree que Gabe asesinó a Teresa, pero Teresa lo sorprende apareciendo en persona. El agente de la agencia Jason Chance solo la había herido de gravedad, no la había matado. Ella describe su primera reunión con Gabe durante su tiempo como oficial de la Oficina de Alcohol, Tabaco y Armas de Fuego. Un grupo de agentes de la NSA encabezados por el coronel Silvers se hacían pasar por el FBI para erradicar una milicia privada que había recuperado datos de un satélite del gobierno. Gabe, como agente de la Agencia, le salvó la vida y la ayudó cuando rescató a la esposa y al hijo del líder de la milicia. Ella dejó el ATF y se unió a la Agencia.
Teresa fingió su muerte para encontrar a la gente detrás de la Agencia. Sus investigaciones sobre Aramov produjeron una conexión con el propio Hadden. Antes de que Gabe pueda arrestarlo, Mara entra y mata a Hadden. Ella y varios terroristas del consorcio se toman el control del edificio del Senado, pero Gabe le impide detonar explosivos. Él la persigue en un tren lleno de rehenes, y la hiere en el cráneo.
En una escena poscréditos, Mara escapa sin testigos a pesar de haber sido encarcelada. Gabe decide encontrarla, pero por ahora la crisis del Syfon Filter parece haber terminado con la muerte de Hadden. Gabe se convierte en el nuevo director de la Agencia y se plantea liberarla de la corrupción. Poco sabe él que una operación está en curso cerca del sitio del naufragio del SS Lorelei. La gente está recuperando las cajas de virus, y se escucha a Mara riendo, preparando el escenario para Syphon Filter: The Omega Strain.

### Niveles
En esta entrega, se describen muchos detalles de la historia que antes no se habían conocido. Por lo tanto, durante el juego se cambiarán de fechas y lugares rápidamente.
Dentro del juego hay 19 niveles, con sus objetivos, parámetros y requisitos que varían según el lugar, detallados a continuación:
En Tokio, Japón,
- Hotel Fukushima (2001)

En Costa Rica,
- Plantación de drogas (1999)
- Transporte C-5 Galaxy: Lucha contra Rhoemer (1999)

En Sudáfrica,
- Minas de Oro en Pulgari (1984)
- Complejo de Pulgari (1984)

En Kabul, Afganistán,
- La Villa (1987)

En Dublín, Irlanda,
- Buque tanquero S. S. Lorelei (2001)

En Costa Rica,
- Plantación en las Ruinas Aztecas (1999)

En Dublín, Irlanda,
- Muelles (2001)
- Batalla final en los Muelles (2001)

En Kabul, Afganistán,
- Convoy (1987)
- Lucha contra el tanque T-64 (1987)

En Australia,
- Desierto de Tanami (2001)
- Ciudad de St. George. (2001)

En Estados Unidos,
- Paradise Ridge, Montana (1994)
- Complejo de Oakton, Montana (1994)
- Búnkeres Subterráneos, Montana (1994)
- Edificio del Senado, Washington D. C. (2001)
- Tren Subterráneo, Washington D. C. (2001)

En las misiones transcurridas en Montana, se trata la temática de las células terroristas norteamericanas. En el panel informativo previo a la primera misión, Teresa Lipan hace una referencia al terrorista Unabomber, y posteriormente, como agente de la A.T.F.(Bureau of Alcohol, Tobacco, Firearms and Explosives), se infiltra en un rancho cuyos dueños son sospechosos de conspirar contra el gobierno federal. La ambientación y los diálogos evocan el caso de Ruby Ridge(Idaho), rancho perteneciente al paramilitar Randy Weaver, y que fue asediado durante días por varias agencias gubernamentales, entre ellas la A.T.F.

## Lanzamiento
El juego estaba programado originalmente para un lanzamiento el 25 de septiembre de 2001. Sin embargo, las consecuencias de los ataques del 11 de septiembre obligaron a Sony a posponer el lanzamiento mientras modificaban la campaña de mercadotecnia. El juego fue lanzado el 6 de noviembre. La portada original del juego mostraba a Gabe y Lian en acción dentro de una sala del tribunal que tenía una bandera de los Estados Unidos en el fondo en medio de un remolino de gas. El susto al ántrax después de los ataques dio lugar a que se cambiara la portada a una simple que mostrara las caras de Gabe y Lian, mientras que la línea de encabezado "Oficina Federal de Investigaciones de los Estados Unidos" en la contraportada se cambió a "Misión informativa de la agencia".

## Recepción
Syphon Filter 3 recibió críticas positivas.

## Secuelas
Debido a Syphon Filter 3 se lanzó en el 2001 y recibió críticas positivas. Se lanzaron dos spin-offs para la PlayStation Portable en el 2006 y 2007; Syphon Filter: El Espejo Oscuro y Syphon Filter: La Sombra de Logan, respectivamente. Un puerto para la PlayStation 2 de la Sombra de Logan fue lanzado exclusivamente en Norteamérica en el año 2010.  Los dos spin-offs se encontraron con críticas desde mixtas a positivas de los críticos, lo que llevó al final de la serie Syphon Filter en el año 2007.

## Juegos relacionados
| 1.er juego    | 2.º juego       | 3.er juego      | 4.º juego                       | 5.º juego                  | 6.º juego                     |
| ------------- | --------------- | --------------- | ------------------------------- | -------------------------- | ----------------------------- |
| Syphon Filter | Syphon Filter 2 | Syphon Filter 3 | Syphon Filter: The Omega Strain | Syphon Filter: Dark Mirror | Syphon Filter: Logan's Shadow |

- Datos: Q692320